# 開隆宮
22°59′39″N 120°12′25″E / 22.994305°N 120.206909°E

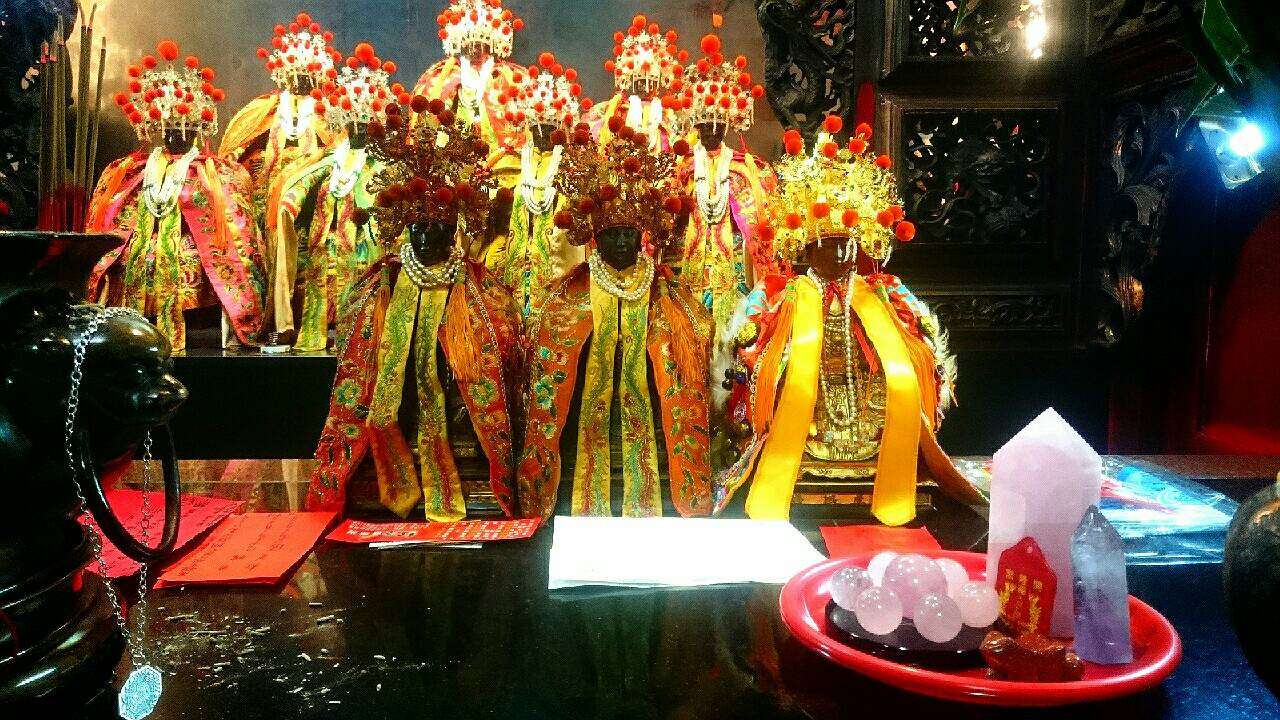
信眾在七娘媽座前擺放粉晶等吉祥物，祈求七娘媽為其加持桃花運興旺

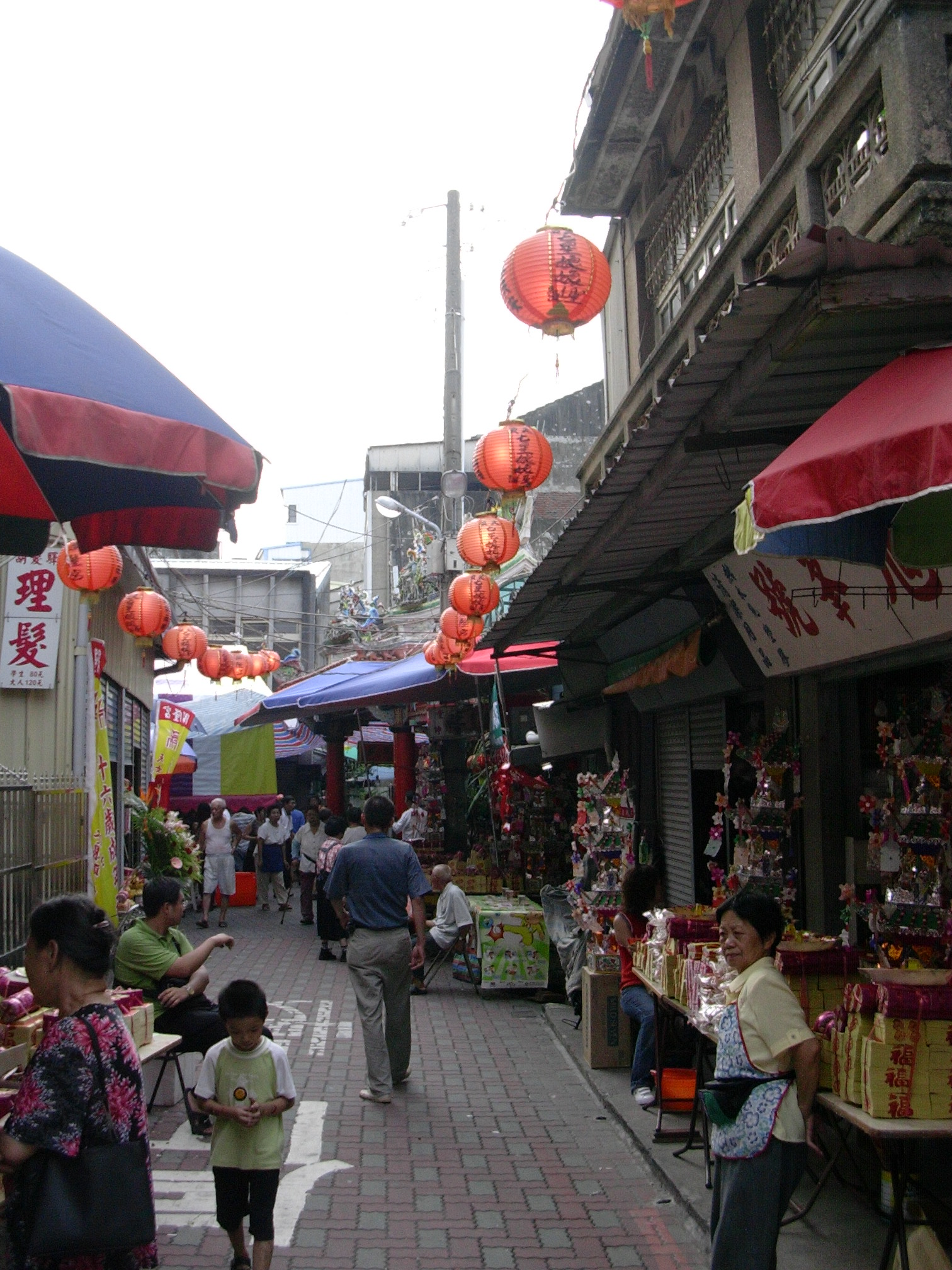
七娘境街；遠處即開隆宮

四協境全臺首祀開隆宮，俗稱七娘境（閩南語：tshit-niû-kíng），位於臺灣臺南市中西區，建於清雍正十年（1732年），清代時又俗稱三奶宮，留有石碑至今。主祀天女七星娘娘（七娘媽），為臺灣歷史最悠久的七娘媽廟，以做十六歲習俗聞名。

## 祀神
正殿：天女七星娘娘、中壇元帥、五營將軍、下壇將軍、註生娘娘、花公花婆、鋤童箕童、雷公、電母、風伯、雨師
左側殿：福德正神、文武判官、灶君
右側殿：三奶夫人
後殿：觀世音菩薩、清水祖師、月老公、大成魁星、孚佑帝君、文昌帝君、太歲星君

## 簡介
《牛郎織女》民間故事中，七仙女中的織女與人間的牛郎相戀而結為連理，因受到天庭處罰而分開，在每年七夕才能相會，另外六位姐姐因同情織女遭遇，便在天上庇佑織女的小孩平安長大，從此七娘媽成為婦女與兒童的保護神，一直保護到兒童十六歲成年為止。
廟方統一於七夕辦理七位仙女的總祭典，個別另行做壽的是元宵節的大娘媽，以及端午節的四娘媽。各仙女亦有自己個別的個性，或精保佑孩童，或通醫藥，或善驅魔，或祐感情，各司其職。民間更是相傳七位仙女可幫忙招良緣及桃花運，因此今日開隆宮七娘媽的職責除了保佑孩童以外，亦多了職司增加魅力與促進桃花等任務，所以在廟中不乏看到三三兩兩年輕女性相約進香。亦有相當多的男、女服務業從業人員將自己的名片放置於主神案前，據廟方說，七仙女本為面容美麗的天女，因此更能保佑信徒容光煥發，面帶桃花，貴人運顯達。後殿亦陪祀管理天下良緣的月下老人。
廟前道路於清代因此廟而得名七娘境街。日治時期時大正町（今中山路）切過此街，今分為中山路79巷及82巷，仍保有巷道曲狹的古意。

## 做十六歲
閩南人以虛歲十六歲為成年，台灣民間信仰中有「做十六歲」的習俗，民眾會在小孩十六歲時，擺設神案，炊煮油飯、麻油雞酒、圓仔湯等，祭祀七娘媽、臨水夫人、床母等神，感激神佑孩子成為大人，但只是民宅簡單舉辦，少見由廟方統一盛大辦理。
「開隆宮 」最特殊的地方是「做十六歲」的成年式禮儀，這項成年禮已有數百年歷史，相傳發源於五條港一帶，由於當時五條港民眾多半以港口搬運、綑工等維生，而成人工資的發放是「十六歲」為標準，未滿十六歲，只能領到童工的薪資，故每當小孩年滿十六歲時，父母便會帶往廟中祭拜七娘媽，有感謝神明庇佑孩子長大、又有慶祝賺錢的含意。
這項特殊的成年禮儀式，從當時一直沿襲至今，也成為府城一項極富特色的傳統習俗活動。今日已成為年度盛事，不僅聞名台南，還有很多學生專程從台北前來，還有日本人慕名而來。據廟方說，「人數太多了，還要分成兩場舉辦才能負荷」。在成年禮舉行的前夕，宮中七仙女的軟身神像皆會經過隆重的淨身及換衣。

## 外部連結
- 七娘媽廟(開隆宮) （页面存档备份，存于）